# الردد (جبلة)

تعديل مصدري - تعديل

الردد محلة تابعة لقرية الجحاف، التابعة لعزلة الربادي بمديرية جبلة إحدى مديريات محافظة إب في الجمهورية اليمنية، بلغ تعداد سكانها 36 حسب تعداد اليمن لعام 2004.